# Hagenwil bei Amriswil
Hagenwil bei Amriswil ist ehemalige Herrschaft und eine Ortschaft in der Gemeinde Amriswil im Bezirk Arbon des Kantons Thurgau in der Schweiz.
Von 1816 bis 1979 bildete das südöstlich von Amriswil gelegene Hagenwil mit Räuchlisberg die Ortsgemeinde Räuchlisberg in der Munizipalgemeinde Amriswil.

## Geschichte

Hagenwil im Jahr 1954, im Hintergrund das deutsche Bodenseeufer

In Hagenwil stand spätestens 1264 die gleichnamige Wasserburg, die Rudolf von Hagenwil dem Kloster St. Gallen vermachte. Nach mehreren Besitzerwechseln und Erbgängen waren Burg und Herrschaft Hagenwil 1504 bis 1684 im Besitz der Herren von Bernhausen. 1684 kam Hagenwil wieder an das Kloster St. Gallen, das bis 1798 von einem im Schloss wohnhaften Statthalter das Niedergericht Hagenwil – welches Hagenwil, Au, Breiteneich, Köpplishaus und Räuchlisberg umfasste – verwalten liess.
Die Kirche wurde 1495 zum ersten Mal geweiht. Die Pfarrei Hagenwil war eng mit der Herrschaft verbunden und umfasste ursprünglich auch Räuchlisberg und Muolen. In der Reformation im Jahr 1529 nahm das Dorf den evangelischen Glauben an, kehrte jedoch 1536 zum alten Glauben zurück. Nach der Aufhebung des Klosters St. Gallen kam das Schloss, das 1786 umgebaut worden war, 1806 in den Besitz der Familie Angehrn, die darin bis heute eine Gastwirtschaft führt.
Gegen Ende des 19. Jahrhunderts wurden Acker- und Rebbau von Vieh- und Milchwirtschaft abgelöst. Hagenwil hat seinen Charakter als Bauerndorf bis heute bewahrt.

## Sehenswürdigkeiten
Das Dorf Hagenwil ist im Inventar der schützenswerten Ortsbilder der Schweiz, das Schloss Hagenwil und die katholische Kirche St. Johannes Baptist in der Liste der Kulturgüter in Amriswil aufgeführt.

## Persönlichkeiten
- Beda Angehrn (1725–1796), Fürstabt von St. Gallen
- Johann Baptist Angehrn (1760–1832), Schweizer Beamter und Thurgauer Regierungsrat
- Theodor Angehrn (1872–1952), Schweizer Jesuit und Astronom

## Bilder

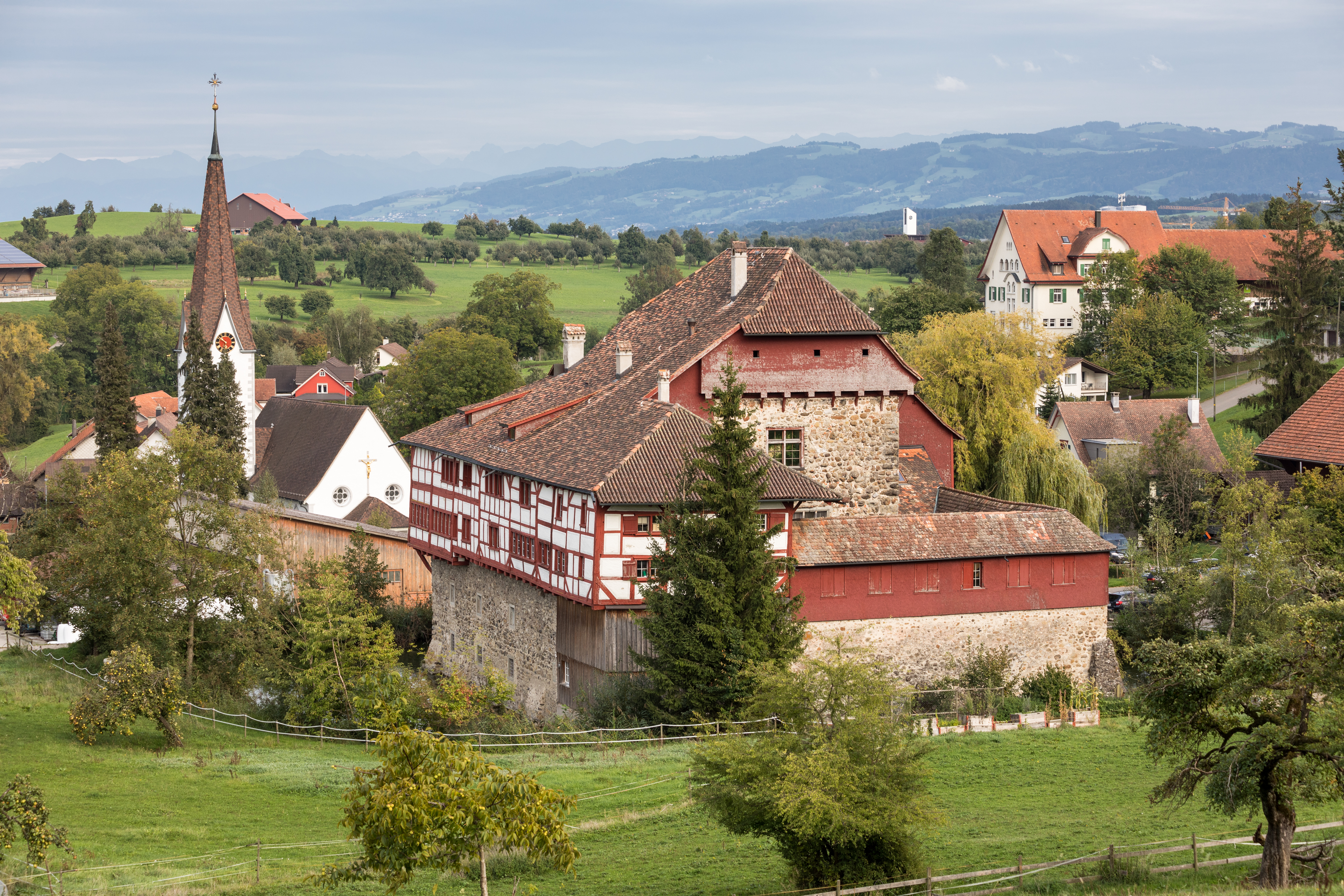
Kirche & Schloss Hagenwil
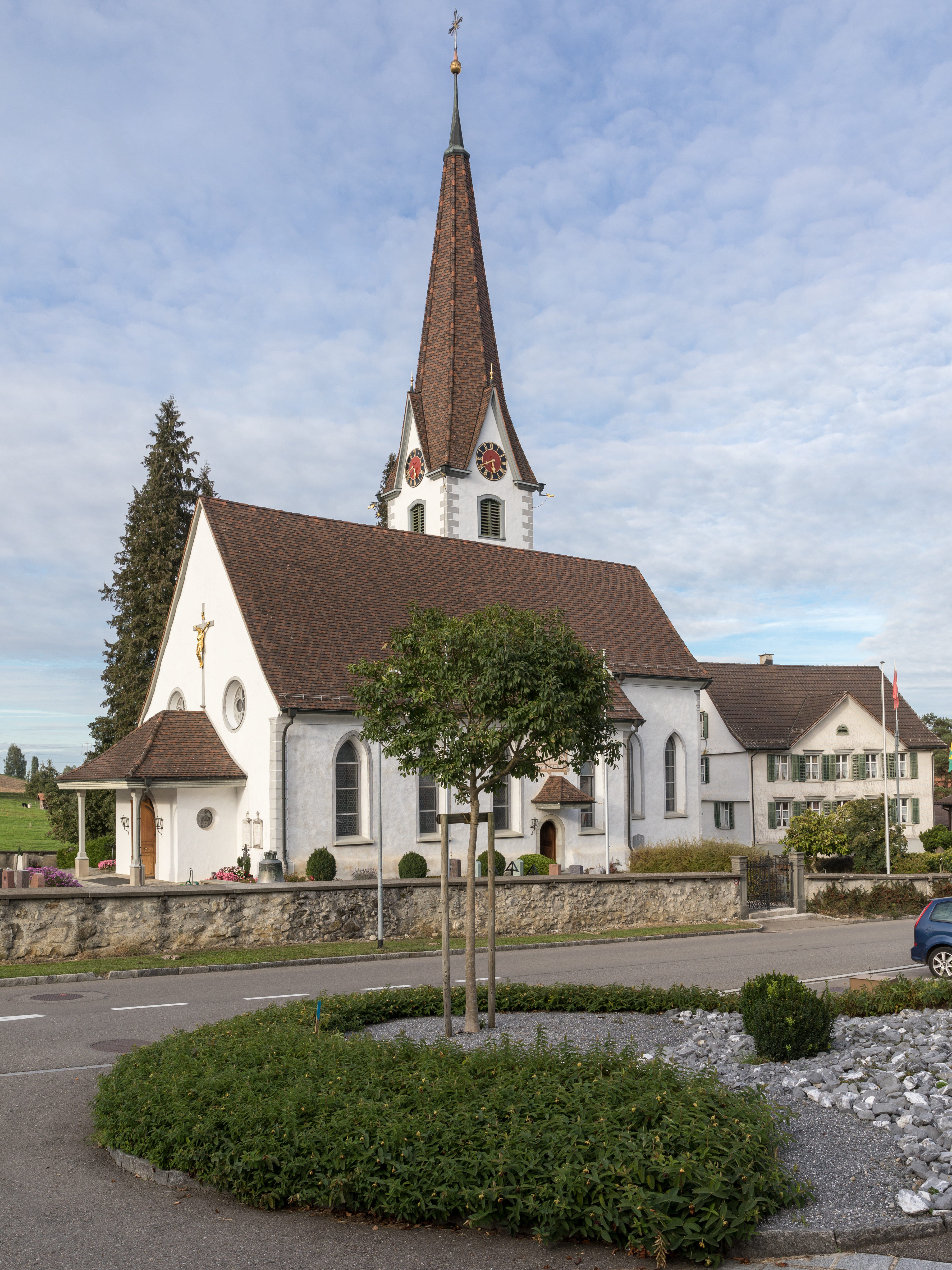
Katholische Kirche
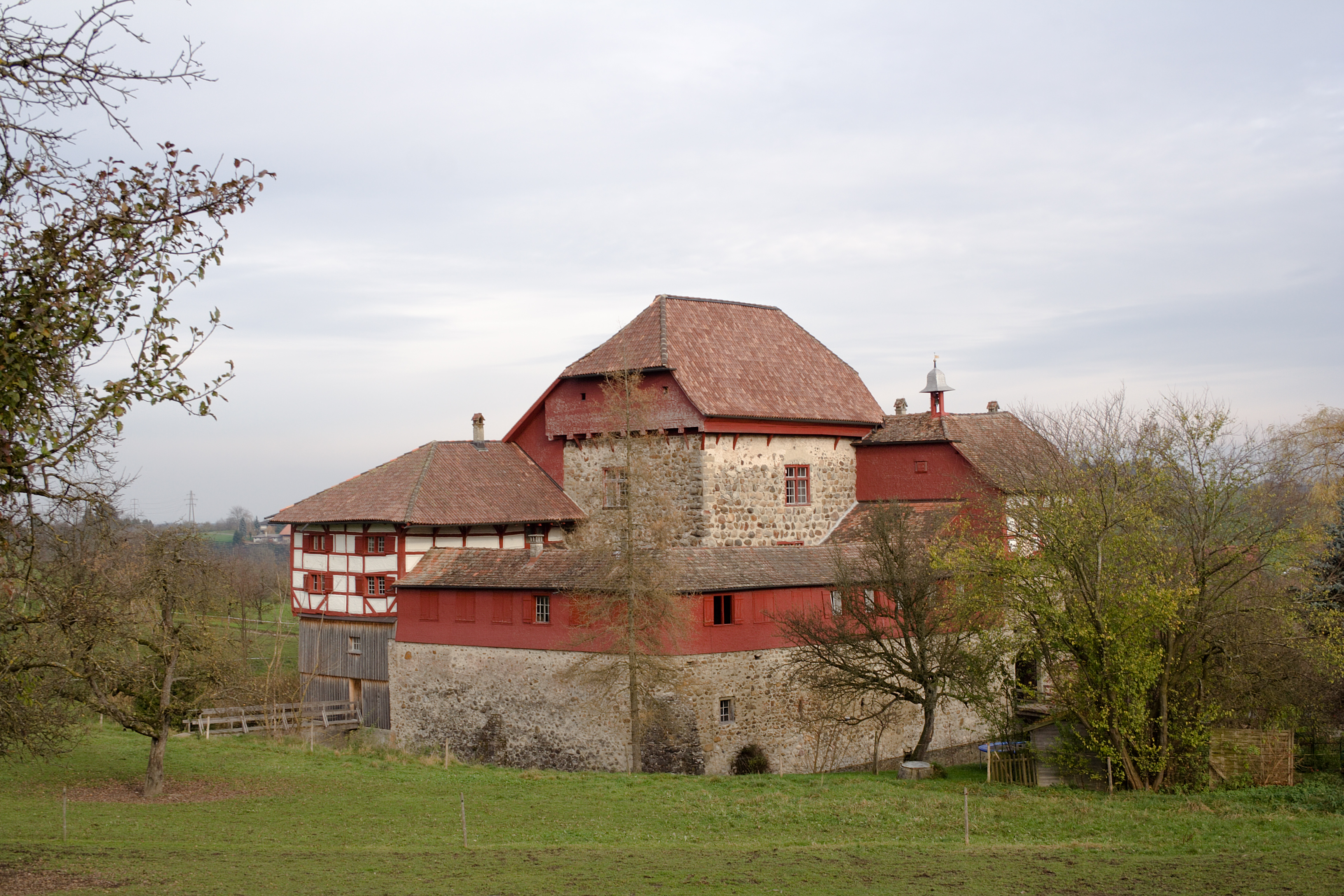
Schloss Hagenwil
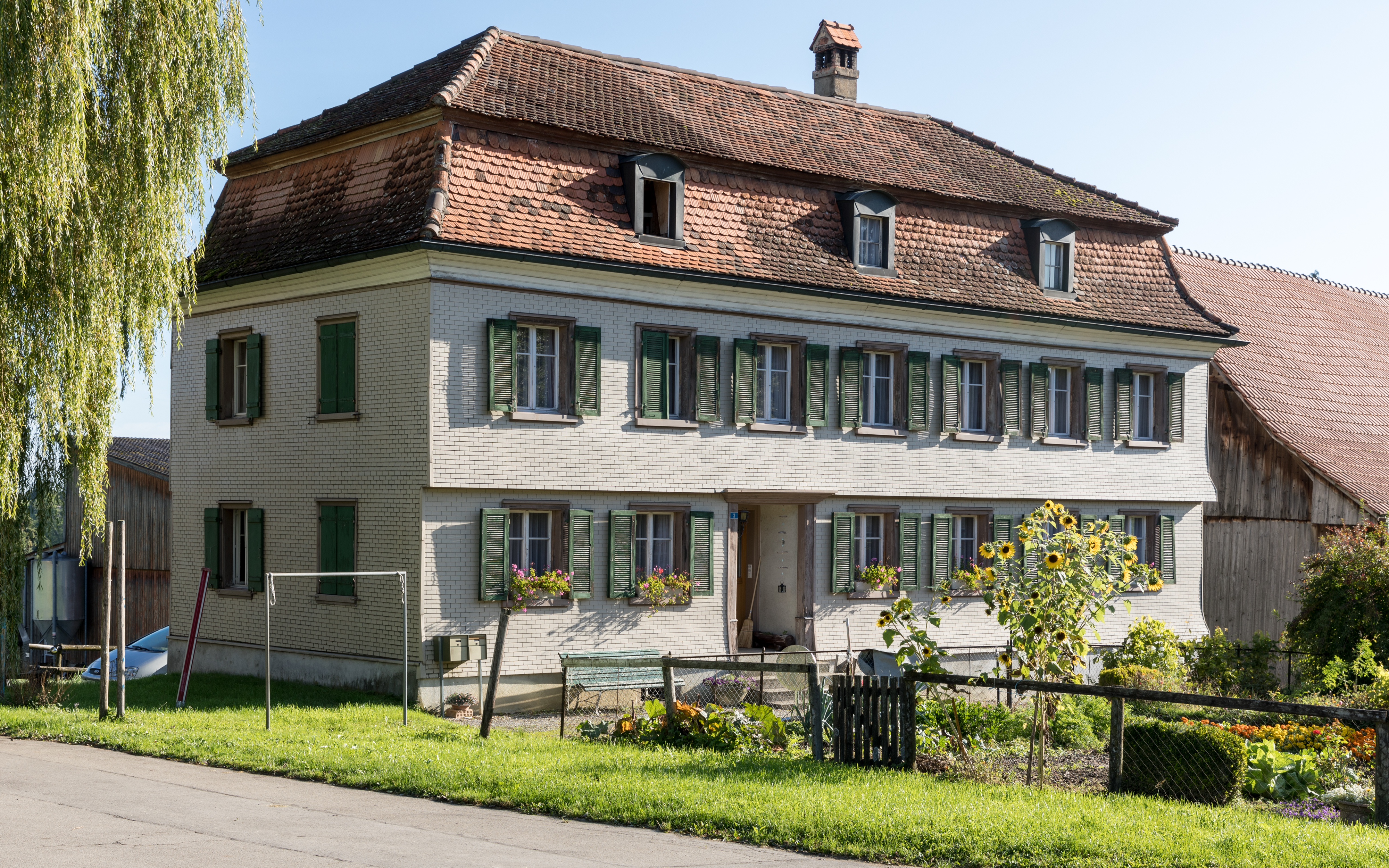
Schloss-Strasse 3